# Entente Sportive Le Cannet-Rocheville Volley-Ball 2014-2015
Questa voce raccoglie le informazioni riguardanti l'Entente Sportive Le Cannet-Rocheville Volley-Ball nelle competizioni ufficiali della stagione 2014-2015.

## Organigramma societario
Area direttiva
- Presidente: Daniel Bussani
- Vicepresidente: Laurent Pariente
- Segreteria generale: Christine Helfer, Jean-Marie Principiano
- Amministrazione: Paule Jirard, Nadine Roux, Jean-Noel Brun, Laurent Herry, Marc Psila

Area organizzativa
- Team manager: Manu Helfer
- Tesoriere: Pierre Gal

Area tecnica
- Allenatore: Riccardo Marchesi
- Allenatore in seconda: Filippo Schiavo

Area comunicazione
- Responsabile comunicazioni: Laurent Pariente

Area marketing
- Responsabile marketing: Laurent Pariente
- Biglietteria: Nadine Roux

## Rosa
| N° | Nome               | Ruolo | Data di nascita   | Nazionalità sportiva |
| -- | ------------------ | ----- | ----------------- | -------------------- |
| 1  | Myriam Kloster     | C     | 4 agosto 1989     | Francia              |
| 2  | Maëva Orlé         | S/O   | 8 maggio 1991     | Francia              |
| 3  | Amandine Giardino  | L     | 30 marzo 1995     | Francia              |
| 5  | Cecilia Vallicelli | P     | 25 settembre 1993 | Italia               |
| 6  | Nicole Davis       | L     | 24 aprile 1982    | Stati Uniti          |
| 7  | Cassidy Lichtman   | S     | 25 maggio 1989    | Stati Uniti          |
| 8  | Kim Nowak          | S     | 17 giugno 1995    | Francia              |
| 9  | Élisabeth Fedèle   | S     | 11 gennaio 1994   | Francia              |
| 11 | Michaela Abrhámová | C     | 31 agosto 1993    | Slovacchia           |
| 12 | Valentina Zago     | S/O   | 21 febbraio 1990  | Italia               |
| 14 | Alexandra Lourenco | P     | 12 aprile 1995    | Francia              |
| 15 | Bernarda Brčić     | P     | 12 maggio 1991    | Croazia              |
| 18 | Marina Zambelli    | C     | 1º gennaio 1990   | Italia               |
| 19 | Lisa-May Hahn      | S/O   | 25 novembre 1993  | Francia              |

## Mercato
| Acquisti | Acquisti           | Acquisti            | Acquisti   |
| R.       | Nome               | da                  | Modalità   |
| -------- | ------------------ | ------------------- | ---------- |
| C        | Michaela Abrhámová | Bratislavský        | definitivo |
| P        | Bernarda Brčić     | Robur Tiboni Urbino | definitivo |
| L        | Nicole Davis       | Dinamo Bucarest     | definitivo |
| L        | Amandine Giardino  | ?                   | definitivo |
| S/O      | Lisa-May Hahn      | ?                   | definitivo |
| S        | Cassidy Lichtman   | Lokomotiv Baku      | definitivo |
| P        | Alexandra Lourenco | ?                   | definitivo |
| P        | Cecilia Vallicelli | Junior Casale       | definitivo |
| S/O      | Valentina Zago     | Casalmaggiore       | definitivo |

| Cessioni | Cessioni          | Cessioni  | Cessioni   |
| R.       | Nome              | a         | Modalità   |
| -------- | ----------------- | --------- | ---------- |
| S        | Sanja Bursać      | RC Cannes | definitivo |
| L        | Anaïs Décamp      | ?         | definitivo |
| P        | Morgane Franzetti | ?         | definitivo |
| C        | Elena Gabrieli    | Towers    | definitivo |
| S        | Alexandra Jupiter | -         | ritirata   |
| P        | Lucile Le Thuc    | ?         | definitivo |
| L        | Michela Molinengo | -         | ritirata   |
| P        | Mallory Steux     | Venelles  | definitivo |